# Myrmeleotettix zaitzevi
Myrmeleotettix zaitzevi är en insektsart som beskrevs av Leo L. Mishchenko 1968. Myrmeleotettix zaitzevi ingår i släktet Myrmeleotettix och familjen gräshoppor. Inga underarter finns listade i Catalogue of Life.